# V515 Андромеды
V515 Андромеды (лат. V515 Andromedae) — промежуточный поляр*, двойная новоподобная катаклизмическая переменная звезда (NL)* в созвездии Андромеды на расстоянии приблизительно 3282 световых лет (около 1006 парсеков) от Солнца. Видимая звёздная величина звезды — от +15m до +14,7m. Орбитальный период — около 0,1138 суток (2,731 часа).

## Характеристики
Первый компонент — аккрецирующий белый карлик. Масса — около 0,73 солнечной. Эффективная температура — около 9580 K.